# 寢宮侍臣 (英國)
寢宮侍臣是英國皇室內廷的職位，創設於1718年。較之歷史更悠久的職位是寢宮侍官（英語：Gentleman of the Bedchamber），其歷史可上溯至11世紀英格蘭王國，以至於後來大不列顛王國的皇室內廷。
寢宮侍臣和侍官的職責，最初是協助君主更衣、恭候君主用膳、守衛君主的寢宮和衣櫥，以及伴隨在側等。不過，隨著時間發展，雖然這些職能大多已經褪色，但他們仍可伴隨在君主身邊，因此獲得任命的人士，無不是君主的親信，當中不少更是手握大權。寢宮侍臣和侍官的任命過往是由官方（The Crown）御賜，並透過向宮務大臣頒布皇家令狀的形式進行委任的。

## 歷史沿革
歷史上，君主身邊總有數名寢宮侍臣和侍官，能擔任此官位者如非紳士出身，也幾乎都是貴族，而且通常都是具有權勢的一班。他們能夠時常接近君主，以便把廷臣當中最貴重的日用商品帶到宮中獻給君主。他們的其他職責還包括恭候君主用膳、協助君主更衣、守衛寢宮和座廁，以及伴隨在側等。
自1660年起，首席寢宮侍臣定必同時領座廁侍從（Groom of the Stool）官銜。平均而言，歷代同時出任寢宮侍官的人數大約在12人左右，但在詹姆斯二世一朝只有八人，而安妮女王一朝更是無人獲得委任。

## 英格蘭詹姆斯一世的寢宮侍官（1603年—1625年）
- 1603年：第一代卡萊爾伯爵詹姆斯·海伊
- 1607年—1615年：羅伯特·卡爾
- 1611年—1625年：羅伯特·卡里
- 1612年—？：亨利·吉布
- 1615年—？：喬治·維利爾斯（1628年逝世）。[3]
- 1622年至1625年：約翰·穆雷

## 英格蘭查理斯一世的寢宮侍官（1625年—1649年）
- 1625年—1640年：第六代巴肯伯爵詹姆斯·厄斯金
- 1625年—？：詹姆斯·斯圖爾特
- 1625年—1639年：羅伯特·卡里
- 1625年？—？：理查德·蒂奇本
- 1625年？—？：傑傑拉德·福克[4]
- 1631年—1636年：第一代卡萊爾伯爵詹姆斯·海伊
- 1643年—1649年：蒙塔古·伯提
- 1647年—1649年：詹姆斯·哈林頓

## 英格蘭查理斯二世的寢宮侍官（1660年—1685年）
- 1650年—1657年、1661年—1667年、1667年—1674年：第二代白金漢公爵喬治·維利爾斯
- 1652年—1677年：第一代克羅夫茨男爵威廉·克羅夫茨
- 1660年—？：約翰·格蘭維爾（後為巴斯伯爵）（兼任座廁侍從）
- 1660年—1679年：第一代馬克爾菲爾德伯爵查理·傑拉德
- 1660年—1665年：第五代溫特沃思男爵托馬斯·溫特沃思
- 1660年—1673年：第二代勞德代爾伯爵約翰·梅特蘭
- 1660年—1677年：第一代紐卡素侯爵威廉·卡文迪什（自1665年起為紐卡素公爵）
- 1660年—1670年：第一代阿爾比馬爾公爵喬治·蒙克
- 1660年—1666年：第一代奧蒙德侯爵詹姆斯·巴特勒（自1661年起為奧莫德公爵）
- 1660年—1666年：第一代紐波特伯爵蒙特喬伊·布朗特
- 1661年—？：第三代列治文公爵查理·斯圖爾特（1672年逝世）
- 1662年—1685年：曼斯菲爾德子爵亨利·卡文迪什（自1676年起為紐卡素公爵）
- 1665年—1681年：第三代薩福克伯爵詹姆斯·霍華德
- 1666年—1681年：曼德維爾子爵羅伯特·蒙塔古（自1671年起為曼徹斯特伯爵）
- 1666年—1680年：第六代奧索里伯爵托馬斯·巴特勒
- 1667年—1680年：第二代羅徹斯特伯爵約翰·威爾默特
- 1669年—1685年：巴克赫斯特勳爵查理·薩克維爾
- 1672—1683年（增補）、1673—1682年：第三代穆格雷夫伯爵約翰·謝菲爾德
- 1673—？：第二代阿爾比馬爾公爵克里斯多福·蒙克（1688年逝世）
- 1673—1674年：第三代米德塞克斯伯爵萊昂內爾·克蘭菲爾德
- 1673—1674年（增補）、1674—？：第二代桑德蘭伯爵羅伯特·史賓賽
- 1674—1685年：第三代林賽伯爵羅伯特·伯提
- 1677—？：第二十代牛津伯爵奧布里·德維爾（1703年逝世）
- 1679—？：第一代拉內拉赫伯爵理查德·瓊斯（1712年逝世）
- 1679—1682年（增補）、1682—1685年：阿蘭侯爵詹姆斯·漢密爾頓
- 1680—？：拉提默子爵佩雷格林·奧茲本
- 1680—1685年：第一代薩塞克斯伯爵托馬斯·倫納德
- 1682—1685年：第二代費弗沙姆伯爵路易士·杜拉斯（增補）
- 1683—1685年：第一代利奇菲爾德伯爵愛德華·李
- 1685—？：布魯斯勳爵托馬斯·布魯斯

## 英格蘭詹姆斯二世的寢宮侍官（1685年—1688年）
- 1669年—1684年：第一代霍利男爵法蘭西斯·霍利
- 1673年—？：第一代邱吉爾男爵約翰·邱吉爾
- 1685年—1687：第六代森麻實公爵查爾斯·西摩
- 1685年—1688：第二代艾爾斯伯里伯爵托馬斯·布魯斯
- 1685年—1688：第一代利奇菲爾德伯爵愛德華·李
- 1685年—1688：第一代博福特公爵亨利·森麻實
- 1685年—1688：奧索里伯爵詹姆斯·巴特勒
- 1685年—？：第三代穆爾格雷夫伯爵約翰·謝菲爾德
- 1685年—1688：第二代費弗舍姆伯爵路易斯·德·杜拉斯
- 1687年—？：第一代鄧巴頓伯爵喬治·道格拉斯
- 1688年：第一代諾森伯蘭公爵喬治·斐茲洛伊
- 1688年：第四代梳士巴利伯爵詹姆斯·塞西爾

## 英格蘭威廉三世的寢宮侍官（1689年—1702年）
- 1689年—1697年：第一代曼茅斯伯爵查爾斯·莫爾多特
- 1689年—1699年：第二代奧蒙德公爵詹姆斯·巴特勒
- 1689年—？：H·悉尼閣下
- 1689年—？：第二十代牛津伯爵奧布里·德·維爾
- 1689年—？：第一代邱吉爾男爵約翰·邱吉爾
- 1689年—？：第二代倫利子爵理查德·倫利（自1690年起為蘇卡布羅伯爵）
- 1689年—1700年：第一代羅姆尼伯爵亨利·悉尼
- 1689年—？：第四代克萊爾伯爵約翰·霍利斯
- 1689年—？：德拉姆蘭里伯爵詹姆斯·道格拉斯
- 1689年—1702年：第二代塞爾扣克伯爵查爾斯·道格拉斯
- 1691年—1702年：第二代雅息士伯爵阿爾傑農·卡佩爾
- 1692年—1693年：格蘭維爾子爵查爾斯·格蘭維爾
- 1692年—1702年：第二代雷克辛頓男爵羅伯特·薩頓
- 1697年—1702年：第四代唐加文子爵查爾斯·波以耳（自1698年起為科克和伯林頓伯爵）
- 1699年—1702年：第一代阿蘭伯爵查爾斯·巴特勒
- 1699年—1702年：第四代漢密爾頓公爵詹姆斯·漢密爾頓
- 1700年—1702年：第三代卡萊爾伯爵查爾斯·霍華德
- 1701年—1702年：第二代貝德福德公爵威里奧斯利·拉塞爾
- 1701年—1702年：第一代阿爾比馬爾伯爵阿諾德·范·凱佩爾

## 丹麥喬治王子的寢宮侍官（1702年—1708年）
- 1703年—1705年：第四代布里奇沃特伯爵斯克魯普·艾格頓
- 1704年—？：第六代威斯特摩蘭伯爵托馬斯·芬恩
- 1706年—1708年：第六代艾芬厄姆男爵托馬斯·霍華德
- 1708年：第七代林肯伯爵亨利·克林頓
- ？–？：第一代羅斯伯里伯爵阿奇博爾德·普里姆羅斯

## 大不列顛喬治一世的寢宮侍臣和侍官（1714年—1727年）

### 侍臣
- 1721年—1723年：第二代比特伯爵詹姆斯·斯圖爾特[5]

### 侍官
- 1714年—1716年：第一代根德公爵亨利·格雷
- 1714年—1716年：第一代奧里伯爵查爾斯·博伊爾
- 1714年—1717年：第二代格拉夫頓公爵查爾斯·菲茨羅伊
- 1714年—1721年：第二代加特利男爵約翰·加特利
- 1714年—1722年：第四代曼徹斯特伯爵查爾斯·孟塔古（自1719年起為曼徹斯特公爵）
- 1714年—1723年：第一代列治文公爵查爾斯·倫諾克斯
- 1714年—1727年：第三代伯克萊伯爵詹姆斯·伯克萊
- 1714年—1727年：第七代林肯伯爵亨利·克林頓
- 1714年—1727年：第二代斯泰爾伯爵約翰·達爾林普爾
- 1714年—1727年：第二代塞爾扣克伯爵查爾斯·道格拉斯
- 1716年—1723年：第二代戈多芬伯爵弗朗西斯·戈多芬
- 1716年—1727年：第一代奧克尼伯爵喬治·漢密爾頓
- 1717年—1727年：第六代萊斯特伯爵約翰·西德尼
- 1717年—1726年：第一代波特蘭公爵亨利·本廷克
- 1717年—1727年：第三代倫斯代爾子爵亨利·勞瑟
- 1719年—1721年：第七代華威伯爵愛德華·里奇
- 1719年—1721年：第三代霍爾德尼斯伯爵羅伯特·達西
- 1719年—1727年：第四代布里奇沃特伯爵斯克魯普·艾格頓（自1720年起為布里奇沃特公爵）
- 1719年—1727年：林賽侯爵佩雷格林·伯蒂
- 1720年—？：第三代昆斯伯里公爵查爾斯·道格拉斯
- 1720年—1723年：哈羅德伯爵安東尼·格雷
- 1721年—1727年：第三代律倫公爵約翰·曼納斯
- 1721年—1727年：第二代曼徹斯特公爵威廉·孟塔古
- 1722年—1727年：第一代修適士伯爵塔爾博特·耶爾維頓
- 1723年—？：第八代泰尼厄姆男爵亨利·羅珀
- 1723年—1727年：林恩勳爵查爾斯·湯申
- 1723年—？：第一代沃爾德格雷夫伯爵詹姆斯·沃爾德格雷夫
- 1725年—？：第七代特拉華男爵約翰·韋斯特
- 1726年—1727年：第二代列治文公爵查爾斯·倫諾克斯
- 1727年：第五代漢密爾頓公爵詹姆斯·漢密爾頓

## 大不列顛喬治二世的寢宮侍臣和侍官（1714年—1760年）

### 侍臣
- 1722年—1751年：第二代阿博馬爾伯爵威廉·范·凱佩爾（喬治二世仍為威爾斯親王時已獲任命）[6]
- 1727年—1730年：菲利普·斯坦厄普勳爵[7]
- 1727年—1736年：帕吉特勳爵托馬斯·帕吉特[8]
- 1727年—1738年：威廉·曼納斯勳爵[9]
- 1752年—1760年：第六代考文垂伯爵喬治·考文垂[10]
- 1757年—1760年：第二代白金漢郡伯爵約翰·霍巴特[11]

### 侍官
- 1714年—1721年：第三代貝爾哈文及斯坦頓勳爵約翰·漢密爾頓
- 1714年—1722年：第三代博爾頓公爵查爾斯·波萊特
- 1714年—1735年：赫伯特勳爵亨利·赫伯特（自1733年起為彭布羅克伯爵）
- 1715年—1730年：第四代切斯特菲爾德伯爵菲利普·斯坦厄普
- 1718年—1722年：索恩德子爵愛德華·沃森
- 1719年—1736年：帕吉特勳爵亨利·帕吉特
- 1727年—1730年：第一代黛若連伯爵亨利·斯科特
- 1727年—？：第三代雅息士伯爵威廉·卡佩爾
- 1727年—1733年：第五代漢密爾頓公爵詹姆斯·漢密爾頓
- 1727年—1739年：第二代塞爾扣克伯爵查爾斯·道格拉斯
- 1727年—？：第一代克林頓伯爵休·福提斯丘
- 1727年—？：第一代沃爾德格雷夫伯爵詹姆斯·沃爾德格雷夫
- 1731年—1752年：第二代鄧莫爾伯爵約翰·梅利
- 1733年—1755年：第二代波萊特伯爵約翰·波萊特
- 1733年—1747年：第二代考珀伯爵威廉·克拉弗林-考珀
- 1735年—1751年：第二代哈科特子爵西蒙·哈科特（自1749年起為哈科特伯爵）
- 1737年—？：第二代唐克維爾伯爵查爾斯·班尼特
- 1738年—1743年至：第三代馬爾博羅公爵查爾斯·斯賓塞
- 1738年—1755年至：第四代羅奇福德伯爵威廉·納索·德·祖伊勒斯坦
- 1738年—1751年至：第二代聖奧本公爵查爾斯·博克萊克
- 1738年—1760年至：第四代福肯堡子爵托馬斯·貝拉西塞（自1756年起為福肯堡伯爵）
- 1739年—1760年至：第三代曼徹斯特公爵羅伯特·孟塔古
- 1741年—1751年至：第四代霍德尼斯伯爵羅伯特·達西
- 1741年—？：第二代赫爾河畔京士頓公侯伊夫林·皮埃雷蓬
- 1743年—1752年至：第二代沃爾德格雷夫伯爵詹姆斯·沃爾德格雷夫
- 1743年—1760年至：第九代林肯伯爵亨利·克林頓
- 1748年—1760年至：第二代阿什本漢姆伯爵約翰·阿什本漢姆
- 1751年—1760年至：第一代赫特福德伯爵法蘭西斯·西摩-康威
- 1751年—1756年至：第三代菲茨威廉伯爵威廉·菲茨威廉
- 1751年—1760年至：第二代羅金漢侯爵查爾斯·沃森-文特沃斯
- 1752年—？：第三代海因福德伯爵約翰·卡邁克爾
- 1753年—1760年至：第一代諾森伯蘭伯爵休·珀西
- 1755年—1760年至：第三代安卡斯特及凱斯特文公爵佩雷格林·伯蒂
- 1755年—1760年至：第四代雅息士伯爵威廉·卡佩爾
- 1755年—1760年至：第三代奧福德伯爵喬治·沃波爾
- 1756年—1757年至：第二代白金漢郡伯爵約翰·霍巴特

## 威爾士親王腓特烈的寢宮侍官（1729年—1751年）
- 1729年—1731年：第一代阿什伯納姆伯爵約翰·阿什伯納姆
- 1729年—1742年：卡那封侯爵亨利·布里奇斯
- 1729年—1730年：查爾斯·卡文迪許勳爵
- 1729年—1751年：第四代博爾頓公爵哈里·波萊特
- 1730年—1733年：第二代坦克維爾伯爵查爾斯·本內特
- 1730年—1751年：第四代吉爾福德男爵法蘭西斯·諾斯
- 1731年—1749年：第五代巴爾的摩男爵查爾斯·卡爾弗特
- 1733年—1738年：第三代澤西伯爵威廉·維利爾斯
- 1738年—1751年：第三代昆斯伯里公爵查爾斯·道格拉斯
- 1742年—1743年：第二代哈利法克斯伯爵喬治·孟塔古-鄧克
- 1742年—1745年：第二代達恩利伯爵愛德華·布萊
- 1744年—1751年：第四代英奇夸因伯爵威廉·奧布萊恩
- 1747年—1750年：第三代唐納雷子爵亞瑟·聖萊傑
- 1748年—1751年：第二代埃格蒙特伯爵約翰·珀西瓦爾
- 1749年—1751年：羅伯特·曼納斯-薩頓勳爵
- 1750年—1751年：第三代比特伯爵約翰·斯圖爾特

## 聯合王國喬治三世的寢宮侍臣和與侍官（1751年—1820年）

### 侍臣
- 1747年—1750年：第三代唐納雷子爵亞瑟·聖萊傑（喬治三世當時仍為喬治王子）
- 1749年—1751年：羅伯特·曼納斯-薩頓勳爵（喬治三世當時仍為喬治王子）
- 1751年—1782年：羅伯特·伯提勳爵（喬治三世在1751年至1760年間仍為喬治王子）
- 1760年—1761年：第三代利奇菲爾德伯爵喬治·李
- 1760年—1767年：第二代白金漢郡伯爵約翰·霍巴特
- 1760年—1770年：第六代考文垂伯爵喬治·考文垂
- 1761年—1790年：第四代牛津伯爵及莫蒂默伯爵愛德華·哈雷
- 1767年—1770年：第四代博特圖特男爵諾博恩·伯克萊
- 1777年—1783年：第四代艾爾斯福德伯爵海尼奇·芬奇
- 1782年—1803年：第一代里弗斯男爵喬治·皮特
- 1800年—1810年：第二代悉尼子爵約翰·湯森
- 1804年—1819年：第二代里弗斯男爵喬治·皮特

### 侍官
- 1760年—1765年：第三代安卡斯特及凱斯特文公爵佩雷格林·伯蒂
- 1760年—1761年：第三代曼徹斯特公爵羅伯特·孟塔古
- 1760年—1762年：第二代羅金漢侯爵查爾斯·沃森-文特沃斯
- 1760年—1761年：第一代福肯堡伯爵托馬斯·貝拉西斯
- 1760年—1762年：第九代林肯伯爵亨利·克林頓
- 1760年—1762年：第二代阿什伯納姆伯爵約翰·阿什伯納姆
- 1760年—1766年：第一代赫特福德伯爵法蘭西斯·西摩-康威
- 1760年—1761年：第三代海因福德伯爵約翰·卡邁克爾
- 1760年—1762年：第二代北安普敦伯爵休·珀西
- 1760年—1761年、1782年—1799年：第四代雅息士伯爵威廉·卡佩爾
- 1760年—1782年：第三代奧福德伯爵喬治·沃波爾
- 1760年—1763年：第三韋茅夫子爵托馬斯·辛恩
- 1760年—1764年：卡那寺侯爵詹姆斯·布里奇斯
- 1760年：第三代道恩子爵亨利·道恩
- 1760年—1763年：普爾特尼子爵威廉·普爾特尼
- 1760年—1776年：第二代布魯斯男爵托馬斯·布魯登爾-布魯斯
- 1760年—1789年：馬奇伯爵威廉·道格拉斯
- 1760年—1767年：第十代艾格林頓伯爵亞歷山大·蒙哥馬利
- 1761年—1806年？: 第三代列治文公爵查爾斯·倫諾克斯
- 1761年—1762年：第三代利奇菲爾德伯爵喬治·李
- 1761年—1763年、1770年至1780年：第十代彭布羅克伯爵亨利·赫伯特
- 1762年—？：第二代馬沙姆男爵塞繆爾·馬沙姆
- 1762年—1765年、1768年至1780年：第二代博林布魯克子爵腓特烈·聖約翰
- 1763年—1781年：第二代彭弗雷特伯爵喬治·費莫
- 1763年—？：第十四代威洛比·德·布羅克男爵約翰·佩伊托-維尼
- 1763年—1770年：第四代曼徹斯特公爵喬治·孟塔古
- 1763年—1800年：第六代登比伯爵夫巴茲爾·菲爾丁
- 1765年：第二代康沃利斯伯爵查爾斯·康沃利斯
- 1767年—1796年：第三代羅克堡公爵約翰·科爾
- 1769年—？：第四代澤西伯爵喬治·維利爾斯（增補）
- 1776年—1777年：卡馬登侯爵法蘭西斯·奧斯本
- 1777年—1802年：第二代福肯堡伯爵亨利·貝拉西斯
- 1777年—1812年：第九代溫奇爾西伯爵喬治·芬奇
- 1780年—1814年：第四代翁斯洛男爵喬治·翁斯洛（後為翁斯洛伯爵）
- 1780年—1820年：第二代波士頓男爵腓特烈·厄比
- 1783年—1806年：第七代加洛韋伯爵約翰·斯圖爾特
- 1789年—1795年：第四代特拉華伯爵約翰·韋斯特
- 1790年—1815年：第二代溫特沃斯子爵托馬斯·諾爾
- 1795年—1819年：第四代普利特伯爵約翰·普利特
- 1797年—？：第四代麥克爾斯菲爾德伯爵喬治·派克
- 1799年—？：第十五代薩默維爾勳爵約翰·薩默維爾
- 1802年—？、1804年至1813年：第二代亞美士德男爵威廉·亞美士德
- 1803—？：第七代韋斯特米斯伯爵喬治·紐金特
- 1804—1812年：第二代阿登男爵查爾斯·珀西瓦爾
- 1804—？：第一代聖海倫男爵阿萊恩·菲茨赫伯特
- 1812—1820年：第一代格倫萊昂勳爵詹姆斯·梅利
- 1812—1820年：第四代哈林頓伯爵查爾斯·斯坦厄普

## 聯合王國喬治四世的寢宮侍臣和侍官（1780年—1830年）

### 侍臣
- 17812年—1828年：第一代墨爾本子爵佩尼斯頓·蘭姆[12][13]

### 侍官
- 1780年—1784年：第二代科特敦伯爵詹姆斯·斯托普福德
- 1780年—1781年：約翰·佩勒姆-克林頓勳爵
- 1780年—？: 派克子爵喬治·派克
- 1782年—1783年：劉易舍姆子爵喬治·萊格
- 1783年—1796年：第一代墨爾本子爵佩尼斯頓·蘭姆
- 1784年—1795年：聖阿薩夫子爵喬治·阿什本漢姆
- 1789年—？：第一代克萊蒙伯爵威廉·福提斯丘
- 1814年—1830年：第三代倫敦德里侯爵查爾斯·威廉·韋恩
- 1819年—1821年、1827年—1830年：第四代法夫伯爵詹姆斯·達夫
- 1820年—1825年：第二代波士頓男爵腓特原·厄比
- 1820年—1823年、1829年—1830年：第一代亞美士德伯爵威廉·亞美士德
- 1820年—1829年：第四代哈林頓伯爵查爾斯·斯坦厄普
- 1820年—1830年：第一代格倫利昂男爵詹姆斯·梅利
- 1826年—1830年：斯特拉薩文勳爵查爾斯·戈登
- 1828年—1830年：第三代華威伯爵亨利·格雷維爾
- 1829年—1830年：第一代豪伯爵理查德·寇松-豪

## 聯合王國威廉四世的寢宮侍臣和侍官（1830年—1837年）

### 侍臣
- 1830年—1838年：第一代聖海倫男爵阿萊恩·菲茨赫伯特[14]
- 1830年—1832年：第一代格倫利昂男爵詹姆斯·梅利
- 1830年—1838年：洛維恩勳爵
- 1830年：斯特拉薩文勳爵
- 1830年—1835年：第四代法夫伯爵詹姆斯·達夫
- 1830年—1832年：克林頓勳爵
- 1830年—18年：第三代華威伯爵亨利·格雷維爾
- 1830年—1831年：第三代羅登伯爵羅伯特·喬斯林
- 1830年—18年：第六代切斯特菲爾德伯爵喬治·斯坦厄普
- 1830年—1835年：第一代亞美士德伯爵威廉·亞美士德
- 1830年—1837年：詹姆斯·奧布萊恩勳爵
- 1830年—1831年：第二代海斯廷斯侯爵喬治·羅登-黑斯廷斯
- 1830年—1833年：第七代登比伯爵威廉·菲爾丁[15]
- 1831年—1834年：第二代戈斯福德伯爵阿奇博爾德·艾奇遜[16]
- 1831年—1835年：第六代昆斯伯里侯爵查爾斯·道格拉斯[17]
- 1830年—1831年：第六代沃爾德格雷夫伯爵約翰·沃爾德格雷夫
- 1831年—1837年：第三代利爾福德男爵托馬斯·波維斯[18]
- 1832年—1837年：第四代阿什布魯克子爵亨利·傑佛里·弗勞爾[19]
- 1832年—1836年：第十三代埃爾芬斯頓勳爵約翰·埃爾芬斯頓[20]

### 侍官
- 1835年—1837年：第四代法夫伯爵詹姆斯·達夫
- 1830年—？：詹姆斯·奧布萊恩勳爵
- 1830年—？：第九代律勞卑勳爵威廉·律勞卑
- 1830年—1837年：第七代拜倫男爵喬治·拜倫
- 1830年—1837年：第十代福克蘭子爵盧修斯·卡里
- 1833年—1837年：阿道夫斯·菲茲克拉倫斯勳爵
- 1834年—1835年、1835年—1837年：第七代托林頓子爵喬治·賓
- 1834年—？：第三代加德納男爵艾倫·加德納
- 1834年—1837年：圖拉莫爾勳爵威廉·伯里
- 1834年—1837年：厄尼斯特·布魯登爾-布魯斯勳爵
- 1834年—1837年：第二代謝菲爾德伯爵喬治·霍洛伊德
- 1835年—1837年：第一代維魯蘭伯爵詹姆斯·格林斯頓
- 1835年—1837年：第一代德萊爾及達德利男爵菲利普·西德尼
- 1835年—1837年：第三代悉尼子爵約翰·湯孫德
- 1835年—1837年：第十七代莫頓伯爵喬治·道格拉斯
- 1835年—1837年：第二代海德福特侯爵托馬斯·泰勒
- 1835年—1837年：第一代坦普摩爾男爵亞瑟·奇切斯特
- 1836年—1837年：約翰·戈登勳爵

## 亞厘畢親王的寢官侍臣（1840年—1861年）
- 1840年—1861年：約翰·倫諾克斯勳爵
- 1859年—1861年：第三代沃特帕克男爵亨利·卡文迪許[21]

## 威爾斯親王愛德華（後為愛德華七世）的寢宮侍臣（1866年—1901年）
- 1866年—1883年：第二代阿伯康公爵詹姆士·漢密爾頓
- 1872年—1901年：第五代薩菲爾德男爵查爾斯·哈博德

愛德華七世即位後，薩菲爾德勳爵在憲報刊登的官銜是宮廷侍臣。

## 威爾斯親王喬治（後為喬治五世）的寢宮侍臣（1910年—1936年）
- 1901年—？：第三代溫洛克男爵比爾比·勞利[22]
- 1901年—1907年：第三代切舍姆男爵查爾斯·卡文迪許[23]
- 1908年—1910年：第三代安納利男爵盧克·懷特[24]

喬治五世即位後，安納利勳爵原本在憲報刊登的官銜是寢宮侍臣（Lord of the Bedchamber in Waiting），但其後改稱為宮廷侍臣。

## 外部連結
- Burke's Peerage （页面存档备份，存于）
- A Political Index to the Histories of Great Britain and Ireland